# European Business Game
European Business Game (EBG) er en europæisk konkurrence for unge om at etablere den bedste fiktive virksomhed. Man kan deltage i konkurrencen, hvis man har faget erhvervsøkonomi på gymnasier eller på HF.
Formålet med konkurrencen er at vise eleverne de problemstillinger og udfordringer, der forekommer ved etablering af selvstændig virksomhed, og derved lære eleverne, at livet i en virksomhed er præget af konstante forandringer. Projektgrupperne skal være på 3-5 personer.
Eleverne deltager i en regional konkurrence, hvor finalisterne fortsætter til en national finale. Vinderne af den danske finale går videre til den internationale konkurrence med deltagere fra store dele af Europa.

## Vurdering af projekterne
Ved vurdering af projekterne har man et pointsystem, hvor man i syv kategorier maksimalt kan score 100 point. 
1. Sammenhæng i projektet: 15 point
2. Ideens gennemførlighed (også levedygtighed på et marked): 10 point
3. Virksomhedens opbygning (produktionsproces/organisatorisk struktur): 15 point
4. Anvendelse af virksomhedens ressourcer (virksomhedens finansielle og menneskelige ressourcer): 15 point
5. Problemløsning (direkte dialog med virksomheder og andre relevante personer): 15 point
6. Europæisk dimension (europæisk marketing strategi, joint venture eller partnerskab, europæisk markedsundersøgelse, ideens potentiale, europæisk levedygtighed): 15 point
7. Skriftlig og mundtlig præsentation (kvaliteten af den skriftlige og mundtlige præsentation): 15 point